# Hylopezus auricularis
Hylopezus auricularis là một loài chim trong họ Grallariidae.